# جرم نزدیک به زمین بالقوه خطرناک

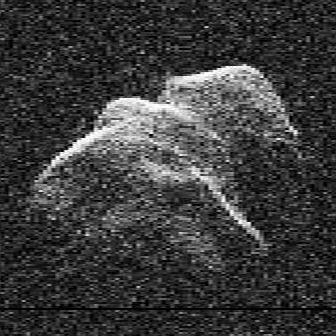
سیارک توتاتیس به‌عنوان یک جرم نزدیک به زمین شناخته‌است، اما هیچ تهدید فوری برای زمین نیست. (اخترشناسی راداری تصویربر داری توسط مرکز شبکه‌های فضای دوردست گلدستون (GDSCC) در ۱۹۹۶)

جرم نزدیک به زمین بالقوه خطرناک (انگلیسی: Potentially hazardous object) یا (PHO) یک جرم نزدیک به زمین - اعم از یک سیارک یا یک دنباله‌دار - با مداری مجاور زمین است که بتواند در مسیر مداری خود نزدیکی‌های تنگاتنگی به زمین داشته باشد و همچنین به‌اندازه‌ای بزرگ باشد که در صورت برخورد آن به زمین بتواند آسیب‌های منطقه‌ای قابل توجهی ایجاد کند.
تعریف این اجرام می‌تواند داشتن حداقل فاصله تقاطع مداری با زمین کمتر از ۰٫۰۵ واحد نجومی (۱۹٫۵ فاصله قمری) و داشتن قدر مطلق ۲۲ یا روشن‌تر، تعریف می‌شوند.بیش از ۹۹ درصد از اشیاء بالقوه خطرناک شناخته شده، دست کم در ۱۰۰ سال آینده، تهدیدی برای برخورد نیستند.
تنها حدود ۲۰ شی بالقوه خطرناک در جدول خطر تورین فهرست شده‌است، زیرا اشیایی که مشخص است در طول صد سال آینده تهدیدی نیستند، مستثنی هستند. در طی صدها و نه هزاران سال، سیارک‌های «بالقوه خطرناک» این پتانسیل را دارند که مدارهایشان گسترش یابد تا بتوانند «بالقوه خطرناک» باشند.
بیشتر این اجرام سیارک‌های بالقوه خطرناک (PHA) و تعداد کمی دنباله‌دار هستند. از نوامبر تا تاریخ نوامبر ۲۰۲۱، ۲۰۲۱، 2223 PHA شناخته شده (حدود ۸٪ از کل تعداد نزدیک به زمین) وجود دارد، که تنها ۱۶۰ مورد از آنها با قطر بزرگتر از یک کیلومتر تخمین زده می‌شود (فهرست بزرگترین PHAها در زیر). [a] بیشتر PHAهای کشف شده سیارک‌های آپولو هستند (۱۷۳۰) و تعداد کمتری به گروه سیارک آتنی (۱۷۱) تعلق دارند.
اگر مدار آن به خوبی مشخص شده باشد، می‌توان تشخیص داد که یک جسم بالقوه خطرناک برای ۱۰۰ سال آینده یا بیشتر تهدیدی برای زمین نخواهد بود. سیارک‌های بالقوه خطرناک با خطر برخورد با زمین در ۱۰۰ سال آینده در جدول خطر Sentry فهرست شده‌اند. از اوت ۲۰۲۱، تنها حدود ۱۹ سیارک بالقوه خطرناک در جدول خطر Sentry فهرست شده‌است. بیشتر سیارک‌های بالقوه خطرناک دست کم تا چند صد سال زمانی که بهترین مدل‌های مداری رقیب آن‌ها به اندازه کافی محدود باشد، خطرناک نیستند، اما یافته‌های اخیر که محدودیت‌های مداری آن‌ها کمتر شناخته شده‌است، مدل‌های مکانیکی واگرا یا ناقص دارند تا زمانی که رصد داده‌های بیشتری به دست‌آید. پس از چندین بررسی اخترشناسی، تعداد PHAهای شناخته شده از اواخر دههٔ ۱۹۹۰ ده برابر شده‌است (نمودار میله ای زیر را ببینید). وب سایت مرکز سیاره کوچک، فهرست سیارک‌های بالقوه خطرناک نیز اطلاعات دقیقی را برای این اجرام منتشر می‌کند.